# Mišice trupa in udov
Mišice trupa in udov so del mišičja.

## Trebušne mišice
Trebušne mišice so pripete na prsni koš in medenico in upogibajo trup navzpred in vstran. Pritiskajo na trebušne organe in jih držijo v pravi legi. Ker pri skrčenju močno stisnejo trebuh, sodelujejo pri izdihu, kašlju, kihanju, bruhanju, pri praznjenju črevesa in mehurja ter pri porodu. Trebušne mišice so pripete na spodnja rebra in na zgornji rob medenice ter zadaj ob hrbtenico. Na vsaki strani so po štiri ploščate mišice, ki prekrivajo druga drugo. Njihove široke kite (aponevroze) se spredaj zraščajo in zrastišče imenujemo bela črta.
Mišična trebušna stena je pri odraslem debela za prst, v njej pa so tudi tanjša in šibkejša mesta. Najšibkejše mesto je v dimljah, to je na pregibu med trebuhom in stegnom. Tod je v trebušni steni ozek prehod — dimeljski kanal — skozi katerega pri moškem poteka semenovod iz moda v medenico. Skozi dimeljski kanal rade nastanejo kile.
Drugo šibko mesto trebušne stene je popek, kjer lahko nastanejo kile, zlasti pri dojenčku.

## Mišice prsnega koša
Te mišice širijo in stiskajo prsni koš, zato so dihalne mišice. Najpomembnejše so medrebrne, ki dvigajo in spuščajo rebra, ter trebušna prepona.
Trebušna prepona ploščata mišica, ki zapira spodnjo odprtino prsnega koša in ločuje prsne organe od trebušnih. Pri vdihu se prepona skrči in pomakne navzdol, pri izdihu pa se izboči navzgor v prsni koš.

## Mišice zgornjega uda
Na ključnico in lopatico so priraščene zelo močne mišice, ki premikajo ramo.

## Trapezasta mišica
Trapezasta mišica je na hrbtni strani in premika lopatico navzgor, navzdol ali k hrbtenici. Ker je ta mišica zgoraj pripeta na zatilnico, tudi vzravnava glavo.

## Nazobčana mišica
Nazobčana mišica je ob strani prsnega koša, izvira z reber in obrača lopatico. Mišice za ramenski sklep izhajajo s prsnega koša in so pripete na nadlahtnico.

## Velika prsna mišica
Velika prsna mišica prihaja s sprednje strani prsnega koša in nadlaket priteza k trupu.

## Široka hrbtna mišica
Široka hrbtna mišica izvira s hrbta in je pripeta na nadlahtnico. Tudi ta mišica nadlaket priteza k trupu.
Med prsnim košem in nadlaktom je pazduha. Velika prsna mišica jo zakriva od spredaj, široka hrbtna mišica pa od zadaj.

## Deltasta mišica
Deltasta mišica pokriva ramo. Mišica dviga nadlaket in ga odmika od trupa. Mišice za komolčni sklep so na nadlaktu. Spredaj so upogibalke komolčnega sklepa, zadaj iztegovalke. Mišice za sklepe rok so na podlaktu. Spredaj so upogibalke zapestja in prstov, zadaj iztegovalke. Drobne mišice v roki primikajo in razmikajo prste.

## Hrbtne mišice
Trapezasta mišica je najbolj povrhnja hrbtna mišica. Izvira z zatilnice in vratnih ter prsnih vretenc in je pripeta na lopatico in ključnico.

## Široka hrbtna mišica
Široka hrbtna mišica (m. latissimus dorsi) pokriva spodnji del hrbta in je pripeta na nadlahtnico. Druge hrbtne mišice so priraščene na vretenca in se raztezajo od zatilnice navzdol do medenice: vzravnavajo in nagibajo hrbtenico. 
Hrbtno mišičje je najmočnejše v vratnem in ledvenem predelu.

## Mišice spodnjega uda
Največje mišice so okrog kolčnega sklepa.

## Črevnično-ledvena mišica
Črevnično-ledvena mišica je spredaj in upogiba kolčni sklep.

## Zadnjične mišice
Zadnjične mišice iztezajo sklep in obračajo stegnenico.

## Primikalke stegna
Na notranji strani stegna so primikalke stegna.
Mišice za kolenski sklep so v stegnu.
Lahko jih napnemo ( kakor vse druge mišice).

## Štiriglava stegenska mišica
Štiriglava stegenska mišica  je močna iztegovalka kolena, v njeno kito je vraščena pogačica.

## Upogibalke kolena
Upogibalke kolena so zadaj. Mišice za sklepe noge so v goleni. Spredaj so iztegovalke noge in prstov, zadaj upogibalke. Upogibalke noge imajo skupno kito, ki je pripeta na petnico in jo imenujemo Ahilova kita.

## Drobovno in srčno mišičje
Posebna vrsta mišičja je drobovno (gladko) mišičje, ki je udeleženo pri zgradbi votlih notranjih organov in s krčenjem omogoča njihovo praznjenje in polnjenje. Drobovno mišičje je v steni želodca in črevesa, sečnega mehurja in sečnih izvodil, maternice. K drobovnemu mišičju lahko štejemo tudi mišičje srca. Drobovno mišičje se krči na pobudo vegetativnega (samodejnega) živčevja in na njegovo delovanje ne moremo vplivati zavestno.